# Гуженков, Владимир Фёдорович
Владимир Фёдорович Гуженков (род. 11 июня 1945, Большая Каменка, Куйбышевская область) — советский футбольный вратарь, хоккейный нападающий и тренер по хоккею.

## Биография
Учился в школе № 84. Футболом начал заниматься в куйбышевском спортклубе «Маяк» с 10 лет у тренера Геннадия Демчука. В 12 лет увлекся хоккеем с мячом. В хоккей с шайбой начал играть за «Маяк» под руководством тренера Василия Крылова.
В городском футбольном первенстве выступал вратарём, за хоккейный «Маяк» играл нападающим. В 18 лет был лучшим бомбардиром хоккейной команды. Тренер команды мастеров «Маяк» Василий Крылов привлёк его в основной состав команды в сезоне 1963/64. «Маяк» в том сезоне выступал в 4-й зоне класса «Б», что являлось вторым эшелоном советского хоккея. Дебютировал Гуженков 30 ноября 1963 года — «Маяк» принимал хоккеистов Ульяновска (3:3). Первый гол за «Маяк» Гуженков забил на выезде 4 декабря 1963 года в Павловском Посаде (3:5). Всего в своём первом сезоне Гуженков забросил 16 шайб.
В 17 лет стал вратарём в куйбышевском «Металлурге», игравшем в первой союзной лиге. В 20 лет перешёл в «Крылья». Попал в клуб благодаря тогдашнему тренеру команды Фёдору Новикову.
В «Крыльях» не провёл ни одного официального матча за основу. «Металлург» был объединён с «Крыльями», и Гуженков вместе с группой игроков уехал в Тольятти, где Волжский автозавод решил создать свою команду мастеров «Торпедо».
Два года служил в куйбышевском СКА, становился серебряным призёром Вооруженных сил вместе с Виктором Антиховичем (будущим наставником «Крыльев Советов») и Анатолием Тыряткиным (будущим наставником «Торпедо»).
Местные журналисты назвали Гуженкова лучшим голкипером футбольного «Торпедо» XX века.
2 мая 1973 года в гостевом матче с «Рубином» (Казань) (1:4) забил единственный гол с пенальти.
В 1976 году завершил футбольную карьеру. В это время в Тольятти создали комплексную ДЮСШ ВАЗа, и Гуженков стал тренером хоккейного отделения.
В 1980 году окончил институт физкультуры имени Лесгафта в Ленинграде.
В 1982 году старший тренер сборной Куйбышевской области по хоккею на 5-й зимней Спартакиаде народов СССР.
Воспитал двух олимпийских чемпионов и обладателей Кубка Стэнли — Алексея Ковалёва и Вячеслава Буцаева, чемпиона мира Дмитрия Воробьёва, чемпионов планеты среди молодежи Дениса Ежова и Сергея Вострикова, двукратного чемпиона КХЛ Григория Панина, призёра ЧМ Виктора Козлова и многих других хоккеистов.
За вклад в развитие хоккея и воспитание чемпионов в 1990 году получил звание заслуженного тренера России по хоккею.
С 1991 по 2015 год — старший тренер ДЮСШ ВАЗа. Подготовил трёх заслуженных мастеров спорта по хоккею, двух международников, около двух десятков мастеров спорта.

## Достижения

### достижения игрока
командные
Чемпионат Вооружённых Сил СССР по футболу
- серебряный призёр (1): 1971

## Семья
- Гуженкова, Анастасия Дмитриевна — внучка